# Telêmaco Borba
Telêmaco Borba este un oraș în Paraná (PR), Brazilia.